# Jugoslávská liga ledního hokeje 1938/1939
Sezóna 1938/1939 byla 3. sezónou Jugoslávské ligy ledního hokeje. Vítězem se stal tým SK Ilirija.

## Týmy
- SK Ilirija
- ZKD Záhřeb
- Marathon Záhřeb
- Hašk Záhřeb

## Zápasy turnaje
* - kontumačně
| 5. leden 1939 | ZKD Záhřeb | 2 – 0                   | Marathon Záhřeb | Ljubljana |
|               | ZKD Záhřeb | (0 – 0 , 2 – 0 , 0 – 0) | Marathon Záhřeb |           |

| Souhrn zápasu | Souhrn zápasu | Souhrn zápasu | Souhrn zápasu | Souhrn zápasu |
| ------------- | ------------- | ------------- | ------------- | ------------- |
|               |               |               |               |               |

| 5. leden 1939 | SK Ilirija | 6 – 0* | Hašk Záhřeb | Ljubljana |
|               | SK Ilirija |        | Hašk Záhřeb |           |

| Souhrn zápasu | Souhrn zápasu | Souhrn zápasu | Souhrn zápasu | Souhrn zápasu |
| ------------- | ------------- | ------------- | ------------- | ------------- |
|               |               |               |               |               |

| 6. leden 1939 | Hašk Záhřeb | 5 – 3                   | Marathon Záhřeb | Ljubljana |
|               | Hašk Záhřeb | (1 – 0 , 3 – 2 , 1 – 1) | Marathon Záhřeb |           |

| Souhrn zápasu | Souhrn zápasu | Souhrn zápasu | Souhrn zápasu | Souhrn zápasu |
| ------------- | ------------- | ------------- | ------------- | ------------- |
|               |               |               |               |               |

| 6. leden 1939 | SK Ilirija | 11 – 0                  | ZKD Záhřeb | Ljubljana |
|               | SK Ilirija | (6 – 0 , 2 – 0 , 3 – 0) | ZKD Záhřeb |           |

| Souhrn zápasu | Souhrn zápasu                                                            | Souhrn zápasu | Souhrn zápasu | Souhrn zápasu |
| ------------- | ------------------------------------------------------------------------ | ------------- | ------------- | ------------- |
|               | Luce Žitnik 4x Morbacher 3x Oton Gregorčič 2x Jože Gogala Karol Pavletič |               |               |               |

## Konečná tabulka
1. SK Ilirija
2. ZKD Záhřeb
3. Hašk Záhřeb
4. Marathon Záhřeb

## Soupiska mistra -SK Ilirija
Ice Rihar, Mirko Eržen, Jule Kačič, Kroupa, Jože Gogala, Ernest Aljančič, Otokar Gregorčić, Luce Žitnik, Viljem Morbacher, Tone Pogačnik, Karol Pavletič.